# Giải thưởng lớn của Ban Giám khảo (Liên hoan phim Berlin)
Giải thưởng lớn của Ban Giám khảo (tiếng Đức: Großer Preis der Jury) là một Giải Gấu bạc do Ban Giám khảo của Liên hoan phim Berlin dành cho một phim tranh giải. Giải này được coi như có uy tín thứ nhì, sau Giải Gấu vàng.
Giải này được thiết lập từ kỳ Liên hoan phim Berlin thứ 15, năm 1965, với tên là Giải đặc biệt của Ban Giám khảo. Năm 2000, tại Liên hoan phim Berlin thứ 50, tên giải được chính thức đổi thành "Giải thưởng lớn của Ban Giám khảo".
Dưới đây là danh sách các phim đoạt giải:
| Năm       | Tên phim                                                       | Đạo diễn                               | Nước                    |                 |
| 1965      | Le Bonheur                                                     | Agnès Varda                            | Pháp                    |                 |
| 1965      | Repulsion                                                      | Roman Polański                         | Pháp                    |                 |
| 1966      | Schonzeit für Füchse                                           | Peter Schamoni                         | Tây Đức                 |                 |
| 1967      | Alle Jahre wieder                                              | Ulrich Schamoni                        | Tây Đức                 |                 |
| 1967      | La Collectionneuse                                             | Éric Rohmer                            | Pháp                    |                 |
| 1968      | Nevinost bez zastite                                           | Dušan Makavejev                        | Nam Tư                  |                 |
| 1969-1970 | Không trao giải                                                | Không trao giải                        | Không trao giải         | Không trao giải |
| 1971      | Il Decameron                                                   | Pier Paolo Pasolini                    | Ý                       |                 |
| 1972      | The Hospital                                                   | Arthur Hiller                          | Hoa Kỳ                  |                 |
| 1973      | Il n'y a pas de fumée sans feu                                 | André Cayatte                          | Pháp/Ý                  |                 |
| 1974      | The Clockmaker                                                 | Bertrand Tavernier                     | Pháp                    |                 |
| 1975      | Dupont Lajoie                                                  | Yves Boisset                           | Pháp                    |                 |
| 1975      | Overlord                                                       | Stuart Cooper                          | Vương quốc Anh          |                 |
| 1976      | Canoa                                                          | Felipe Cazals                          | México                  |                 |
| 1977      | Le Diable probablement                                         | Robert Bresson                         | Pháp                    |                 |
| 1978      | A Queda                                                        | Ruy Guerra Nelson Xavier               | Brasil                  |                 |
| 1979      | Iskanderija... lih?                                            | Youssef Chahine                        | Ai Cập/Algérie          |                 |
| 1980      | Chiedo asilo                                                   | Marco Ferreri                          | Ý/Pháp                  |                 |
| 1981      | Akaler Sandhane                                                | Mrinal Sen                             | Ấn Độ                   |                 |
| 1982      | Dreszcze (For the most ingenious contribution to the festival) | Wojciech Marczewski                    | Ba Lan                  |                 |
| 1983      | Hakkari'de Bir Mevsim                                          | Erden Kiral                            | Thổ Nhĩ Kỳ              |                 |
| 1984      | No habrá más penas ni olvido                                   | Héctor Olivera                         | Argentina               |                 |
| 1985      | Szirmok, virágok, koszorúk                                     | László Lugossy                         | Hungary                 |                 |
| 1986      | La messa è finita                                              | Nanni Moretti                          | Ý                       |                 |
| 1987      | Umi to dokuyaku                                                | Kei Kumai                              | Nhật Bản                |                 |
| 1988      | Kommissar                                                      | Alexander Askoldow                     | Liên Xô                 |                 |
| 1989      | Evening Bell                                                   | Wu Ziniu                               | Trung quốc              |                 |
| 1990      | Astenicheskiy sindrom                                          | Kira Muratowa                          | Liên Xô                 |                 |
| 1991      | La Condanna                                                    | Marco Bellocchio                       | Thụy Sĩ/Ý/Pháp          |                 |
| 1991      | Satan                                                          | Viktor Aristow                         | Liên Xô                 |                 |
| 1992      | Édes Emma, drága Böbe - vázlatok, aktok                        | István Szabó                           | Hungary                 |                 |
| 1993      | Arizona Dream                                                  | Emir Kusturica                         | Hoa Kỳ                  |                 |
| 1994      | Strawberry and Chocolate                                       | Tomás Gutiérrez Alea Juan Carlos Tabío | Cuba/México/Tây Ban Nha |                 |
| 1995      | Smoke (Also for the acting performance of Harvey Keitel)       | Wayne Wang                             | Hoa Kỳ                  |                 |
| 1996      | Lust och fägring stor                                          | Bo Widerberg                           | Thụy Điển/Đan Mạch      |                 |
| 1997      | The River                                                      | Tsai Ming-liang                        | Đài Loan                |                 |
| 1998      | Wag the Dog                                                    | Barry Levinson                         | Hoa Kỳ                  |                 |
| 1999      | Mifune's Last Song                                             | Søren Kragh-Jacobsen                   | Đan Mạch                |                 |
| 2000      | The Road Home                                                  | Zhang Yimou                            | Trung quốc              |                 |
| 2001      | Beijing Bicycle                                                | Wang Xiaoshuai                         | Trung quốc              |                 |
| 2002      | Halbe Treppe                                                   | Andreas Dresen                         | Đức                     |                 |
| 2003      | Adaptation                                                     | Spike Jonze                            | Hoa Kỳ                  |                 |
| 2004      | Lost Embrace                                                   | Daniel Burman                          | Argentina               |                 |
| 2005      | Peacock                                                        | Gu Changwei                            | Trung quốc              |                 |
| 2006      | Offside                                                        | Jafar Panahi                           | Iran                    |                 |
| 2006      | En Soap                                                        | Pernille Fischer Christensen           | Thụy Điển/Đan Mạch      |                 |
| 2007      | El otro                                                        | Ariel Rotter                           | Pháp/Argentina/Đức      |                 |
| 2008      | Standard Operating Procedure                                   | Errol Morris                           | Hoa Kỳ                  |                 |
| 2009      | Alle Anderen                                                   | Maren Ade                              | Đức                     |                 |
| 2009      | Gigante                                                        | Adrián Biniez                          | Uruguay/Tây Ban Nha     |                 |
| 2010      | If I Want to Whistle, I Whistle                                | Florin Şerban                          | România                 |                 |
| 2011      | A Torinói ló                                                   | Béla Tarr                              | Hungary                 |                 |
| 2012      | Just the Wind                                                  | Benedek Fliegauf                       | Hungary                 |                 |